# Dals Rostock
Dals Rostock is een plaats in de gemeente Mellerud in het landschap Dalsland en de provincie Västra Götalands län in Zweden. De plaats heeft 885 inwoners (2005) en een oppervlakte van 142 hectare.

## Verkeer en vervoer
Bij de plaats loopt de Länsväg 166.